# 白山神社 (一宮市)
白山神社（はくさんじんじゃ）は、愛知県一宮市木曽川町黒田に鎮座する神社。

## 概要
皇極天皇2年（643年）に当地にて「勅使をもって祭典を行う」とされた事を創始とする。神社境内より飛鳥時代の須恵器が発掘されたり、周辺に「天子塚」などの地名が残る事からも、その当時当宮を中心に高い文化を持った集落が発達していた事がうかがわれる。なお、延喜式神名帳記載の黒田神社が当社である可能性が、多くの書物により指摘されている。
鎌倉時代末期から室町時代初期の騒乱や、相次いだ争乱（1337年の黒田宿における北畠顕家と足利方の合戦、1350年の高師直と今川朝氏との間で行われた黒田宿の合戦および、1388年の土岐一族の内乱における黒田合戦）で当地は痛手を受け、その復興には相当の時間がかかったと思われる。特に最後の黒田合戦により消失した当社を復旧するため、土地の豪族の小島氏より社人（神官）を迎え、往時の威勢を取り戻そうとするが、戦国の騒乱による損害が多く、復興は遅々として進まなかった。
戦国時代の末期、清洲織田家と岩倉織田家の内乱である浮野の戦い（1560年）により再び焼失した当社を再興したのが、当時の黒田城主一柳直盛（在城1590年 - 1600年）である。奉行満志田彦四郎を派遣して当社を復興し、記録をひも解き古老を訪ねて過去の祭典を再興し、さらに南黒田の町割改造を行い、後の当地の繁栄の礎を築いた。住民は江戸時代を通じて直盛の恩を忘れることなく、後に廃城となった黒田城を「一柳様御館跡」「一柳様御城跡」などと呼び、氏子祭礼では公の鎧を中心にすえて町内を練り歩き、その恩得を称えた。

## 祭神
- 大己貴命（おおなむちのみこと）
- 伊邪那岐命（いざなぎのみこと）
- 菊理姫命（くくりひめのみこと）

## 文化財
- 刀剣　室町時代　一宮市指定文化財

## 信仰
古来より疱瘡（天然痘）をはじめ疫病（伝染病）を防ぐ神としてあがめられ、防疫の祭「法楽会」が毎年2月15日に行われていた。
一柳家が黒田城に在城した時期に、その命により神官（小島氏）により疱瘡神の縁起が記されたほか、法楽会の祭礼を復興するよう指示があった。後に尾張藩主徳川義直の嫡男が疱瘡罹患の際、当社の霊験を聞きつけた藩侯の命により7日間の祈祷が行われた結果平癒したとの記録があり、神官には感状と白金3枚の褒美を拝領している。この後、尾張徳川家で伝染病に罹患したものがいた場合は早馬にて当社の祈祷を申し付けるのが慣例となったため「尾張家祈願所」の名を与えられ、徳川家の家紋である葵の御紋の使用を許された。このようなことから『諸病平癒に対する庶子の崇敬とが厚くなった』と記録にも残っており、前述の「法楽会」のさいは当地のみならず尾張藩をはじめとする近隣の村々や諸国大名などからも疫病平癒の願いが寄せられ、社頭は多くの人で賑わったと伝えられる。
幕末の文久元年（1861年）、蔵人本光院宮大法尼が参拝したが、同年10月に格別の霊験があったとして使い（里村式部昌政、大森左門祐国）を通じて白銀7枚を寄進した。また、同年10月には和宮親子内親王の江戸下向の安全を祈願させるため、同社社人小島美濃正を参殿させ、御絵扇、御桃燈を貸渡されている。文久2年（1862年）、廣畑大納言忠礼より、鳥居、石垣、幕一張、水引一張、提灯二基、絵付一本、白銀十枚の寄進がなされていたほか、蔵人より尾張、三河、美濃、信州などから神社造営のための寄進が寄せられている。